# Кунео
Кунео (італ. Cuneo, п'єм. Coni) — місто та муніципалітет в Італії, у регіоні П'ємонт, столиця провінції Кунео.
Кунео розташоване на відстані близько 490 км на північний захід від Рима, 80 км на південь від Турину.
Населення — 56 116 осіб (2014).
Щорічний фестиваль відбувається 29 вересня. Покровитель — святий Михайло arcangelo.

## Демографія
Населення за роками:

Станом на 1 січня 2023 року в муніципалітеті офіційно проживало 6426 іноземців з 102 країн, серед них 1584 громадяни країн Євросоюзу та 61 громадянин України.

## Відомі особистості

### Народилися
- Енріко Коста (* 1969) — італійський адвокат і політик.
- Данієла Сантанче (* 1961) — італійська політик, сенатор Італії (з 2018 року).

## Сусідні муніципалітети
- Бовес
- Буска
- Черваска
- Віньйоло
- Бейнетте
- Певераньо
- Кастеллетто-Стура
- Каральйо
- Тарантаска
- Борго-Сан-Дальмаццо
- Ченталло
- Мороццо

## Галерея зображень

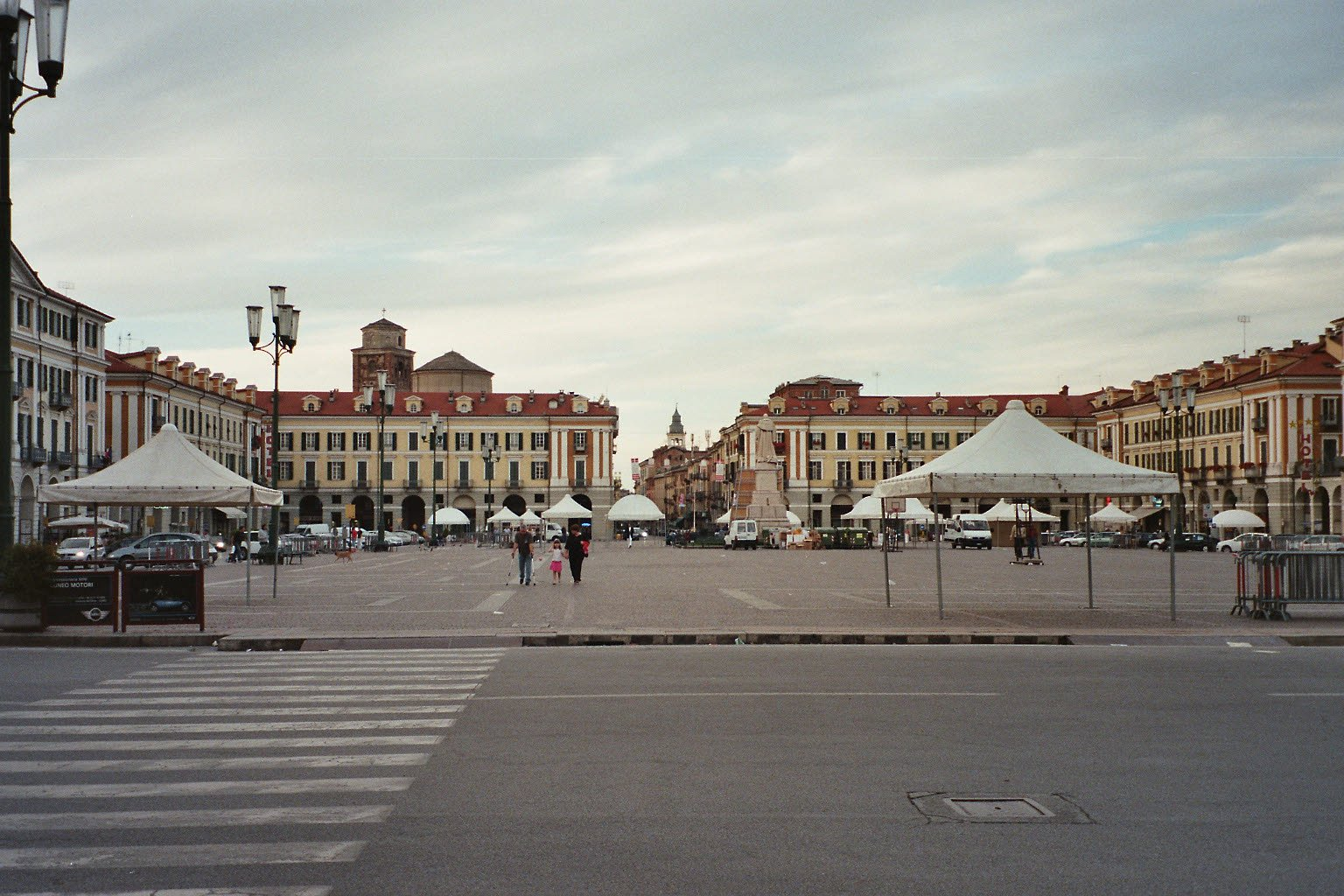
Piazza Galimberti.
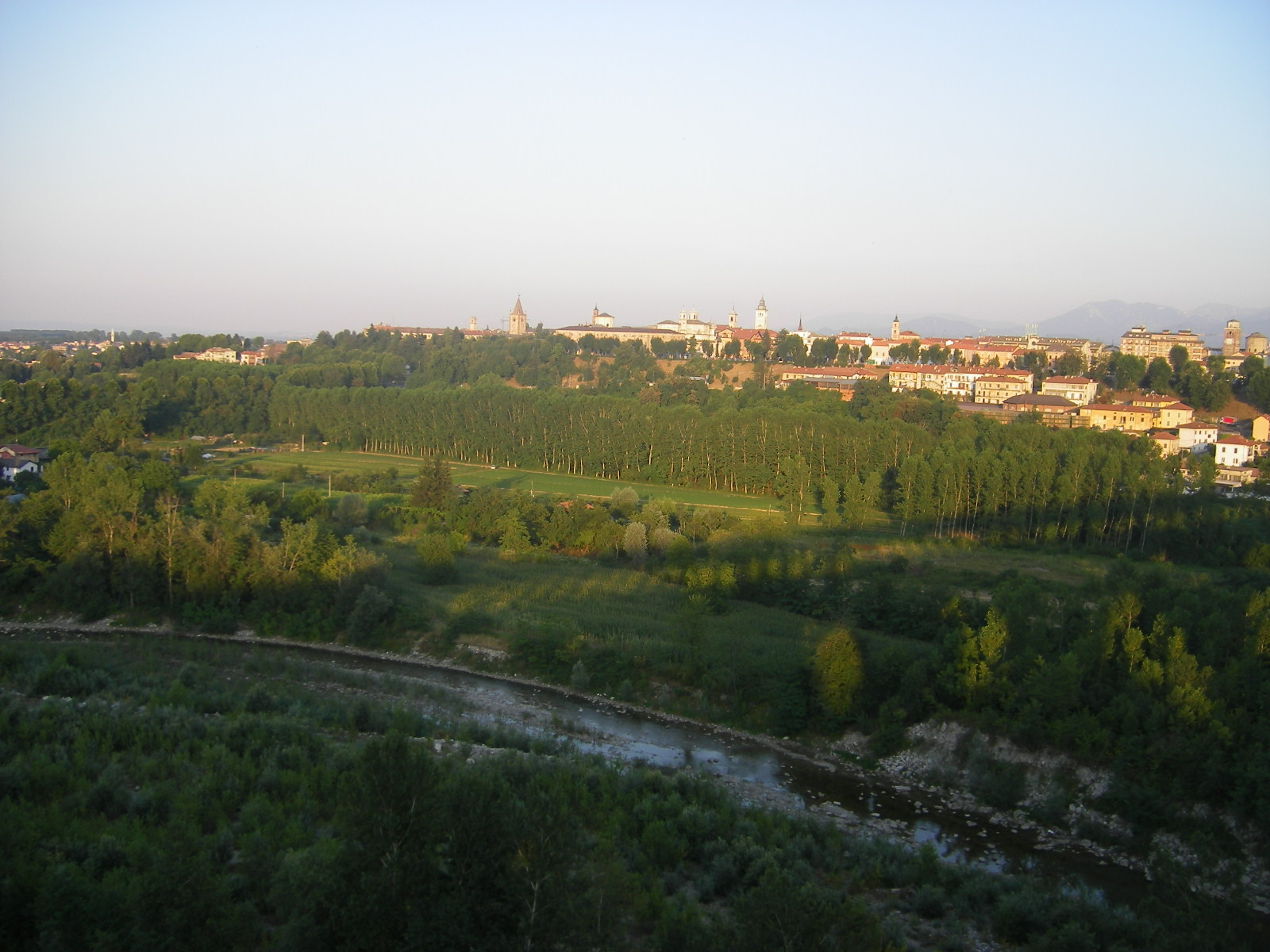
Panoramica.
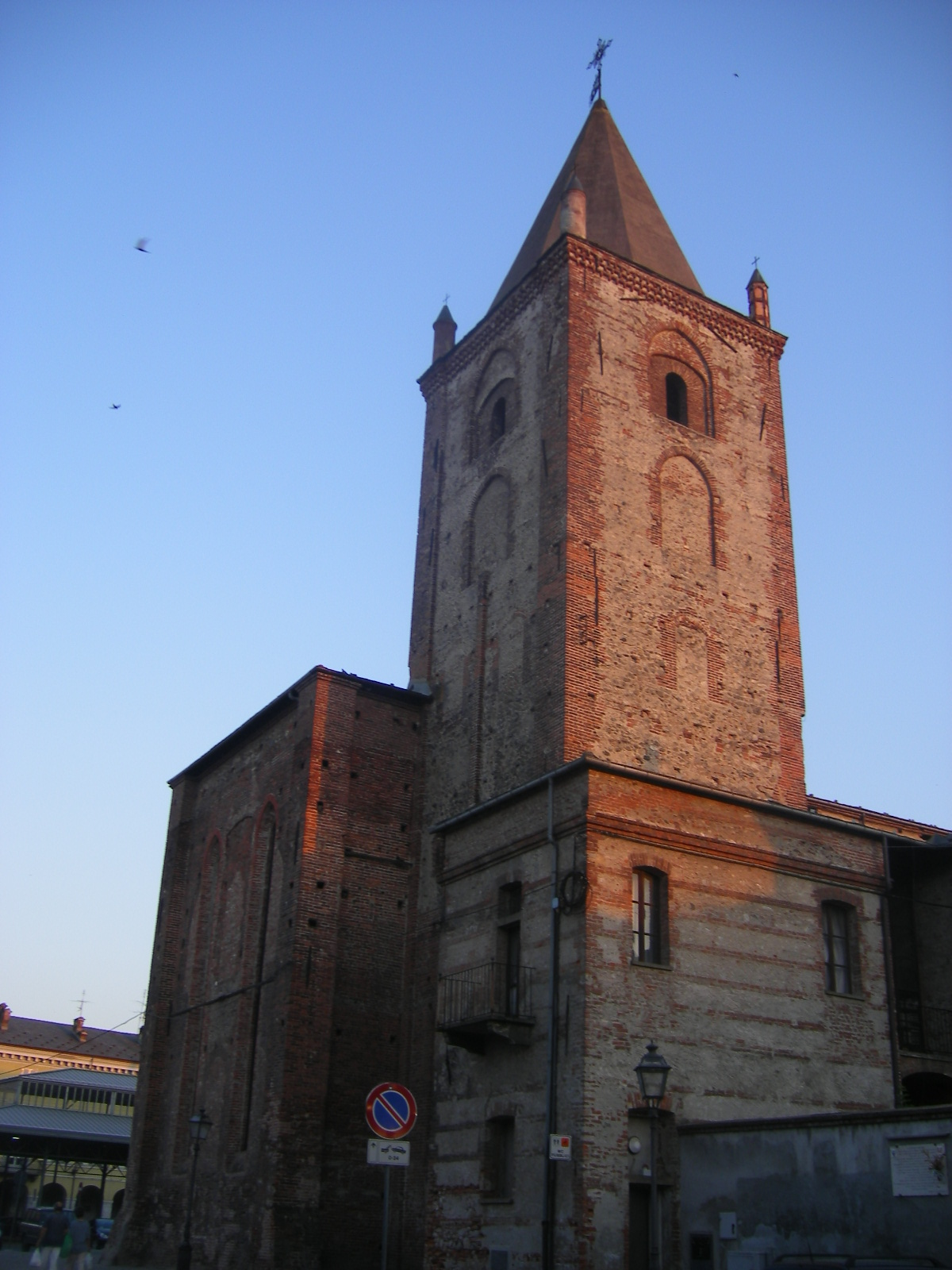
Chiesa di San Francesco.
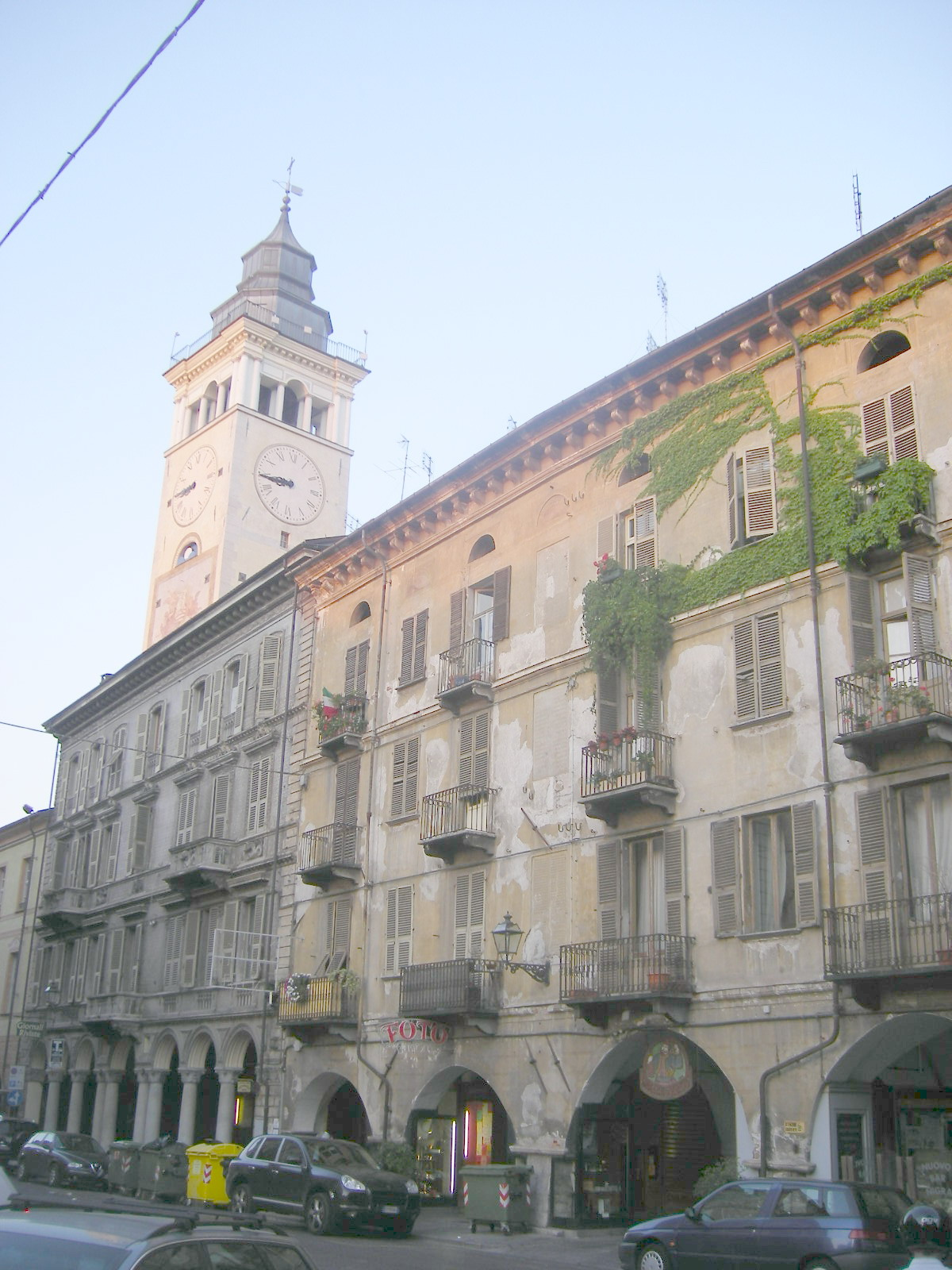
Portici.